# Odontasteridae
Famille
Les Odontasteridae sont une famille d'étoiles de mer de l'ordre des Valvatida.

## Description et caractéristiques
Ce sont des étoiles charnues, avec un disque central large et cinq bras courts et souvent pointus. La grande majorité se retrouve dans la région Antarctique. 
Il s'agit d'un groupe très isolé, et l'un des plus basaux de son ordre. 

## Liste des genres
Selon World Register of Marine Species (27 mai 2014) :
- genre Acodontaster Verrill, 1899 -- 5 espèces
- genre Diabocilla McKnight, 2006 -- 1 espèce
- genre Diplodontias Fisher, 1908 -- 5 espèces
- genre Eurygonias Farquhar, 1913 -- 1 espèce
- genre Hoplaster Perrier, in Milne-Edwards, 1882 -- 3 espèces
- genre Odontaster Verrill, 1880 -- 15 espèces
- genre Marshastra Mah, 2023 -- 1 espèce

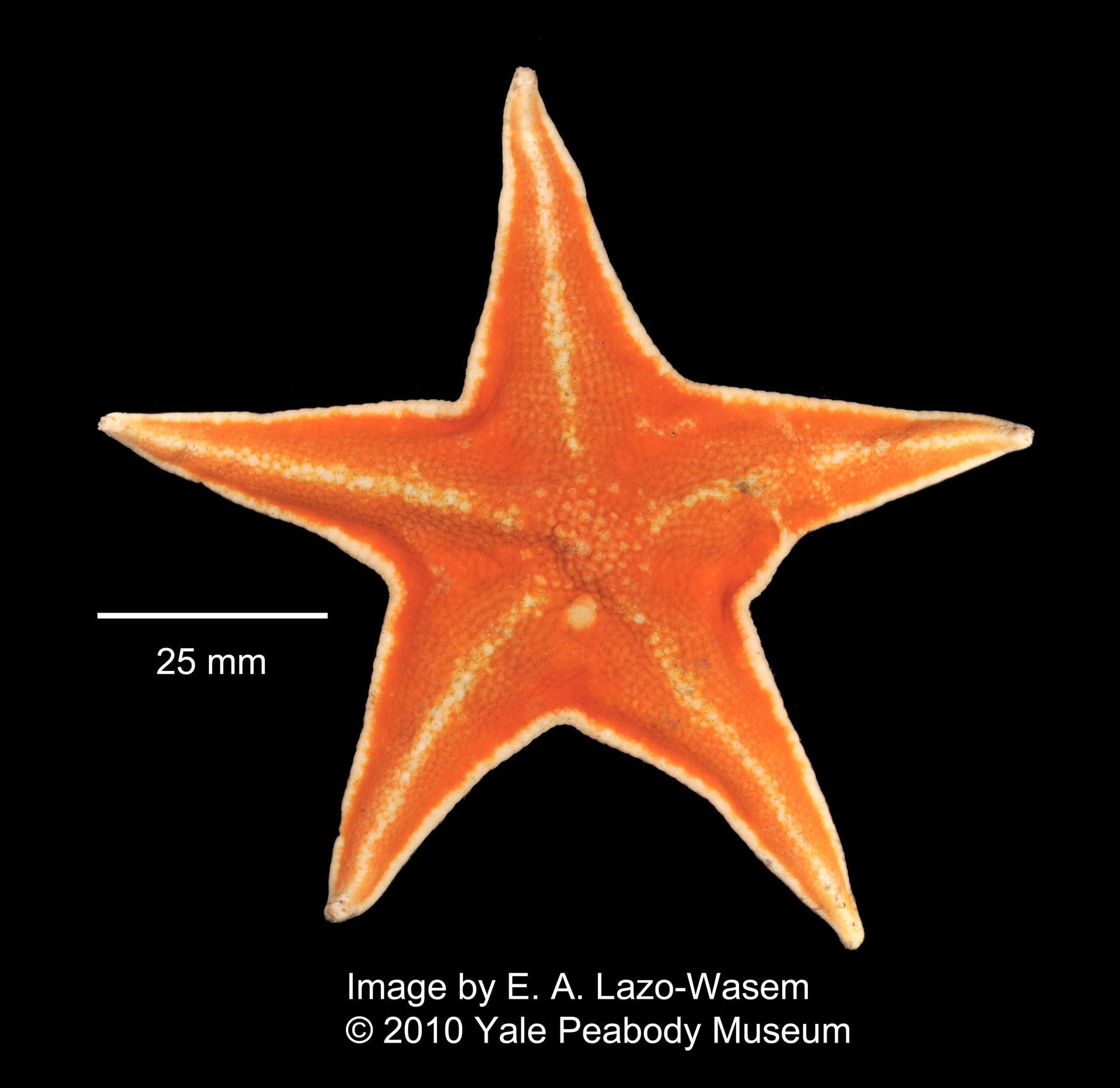
Acodontaster hodgsoni
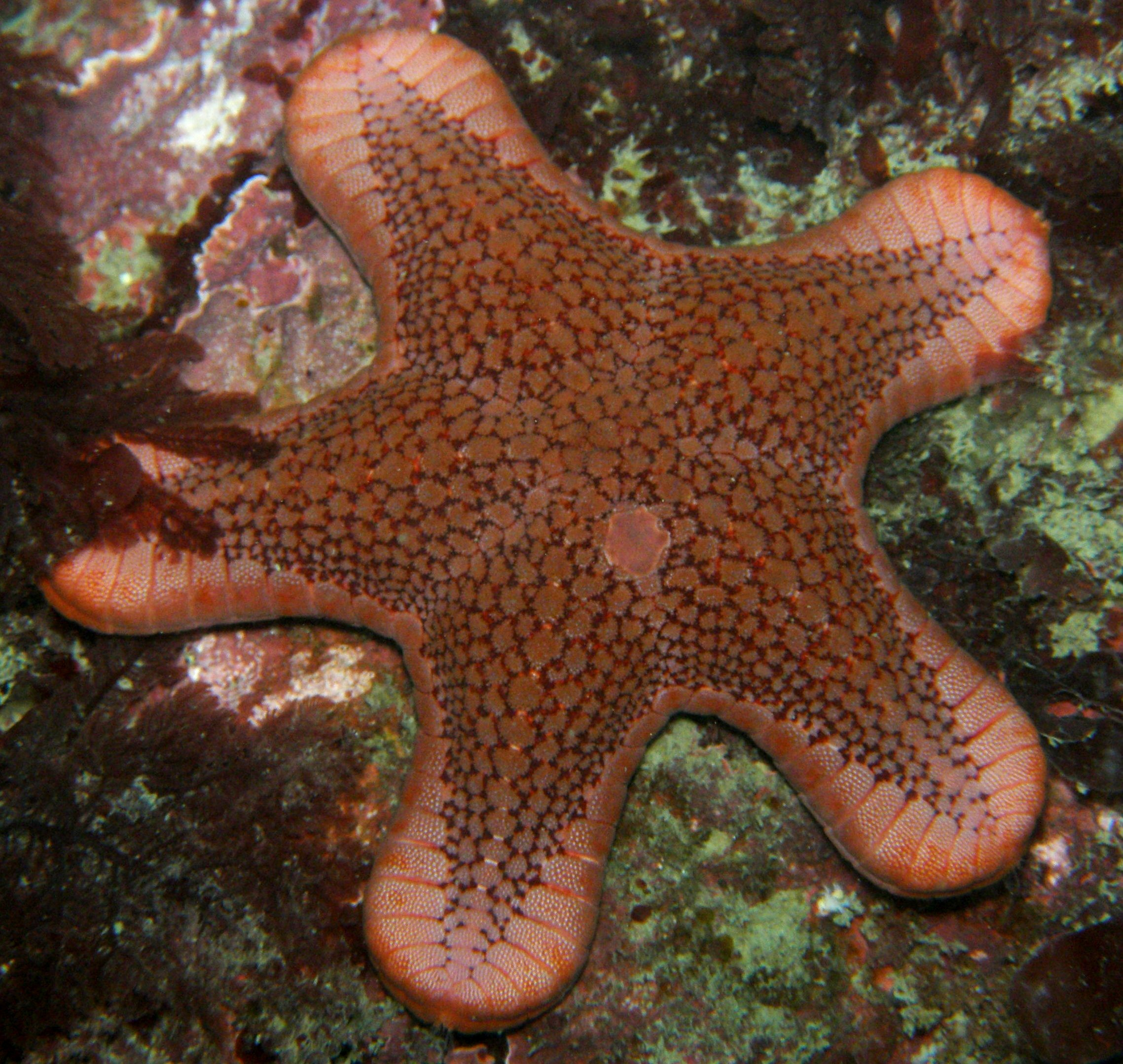
Diplodontias dilatatus
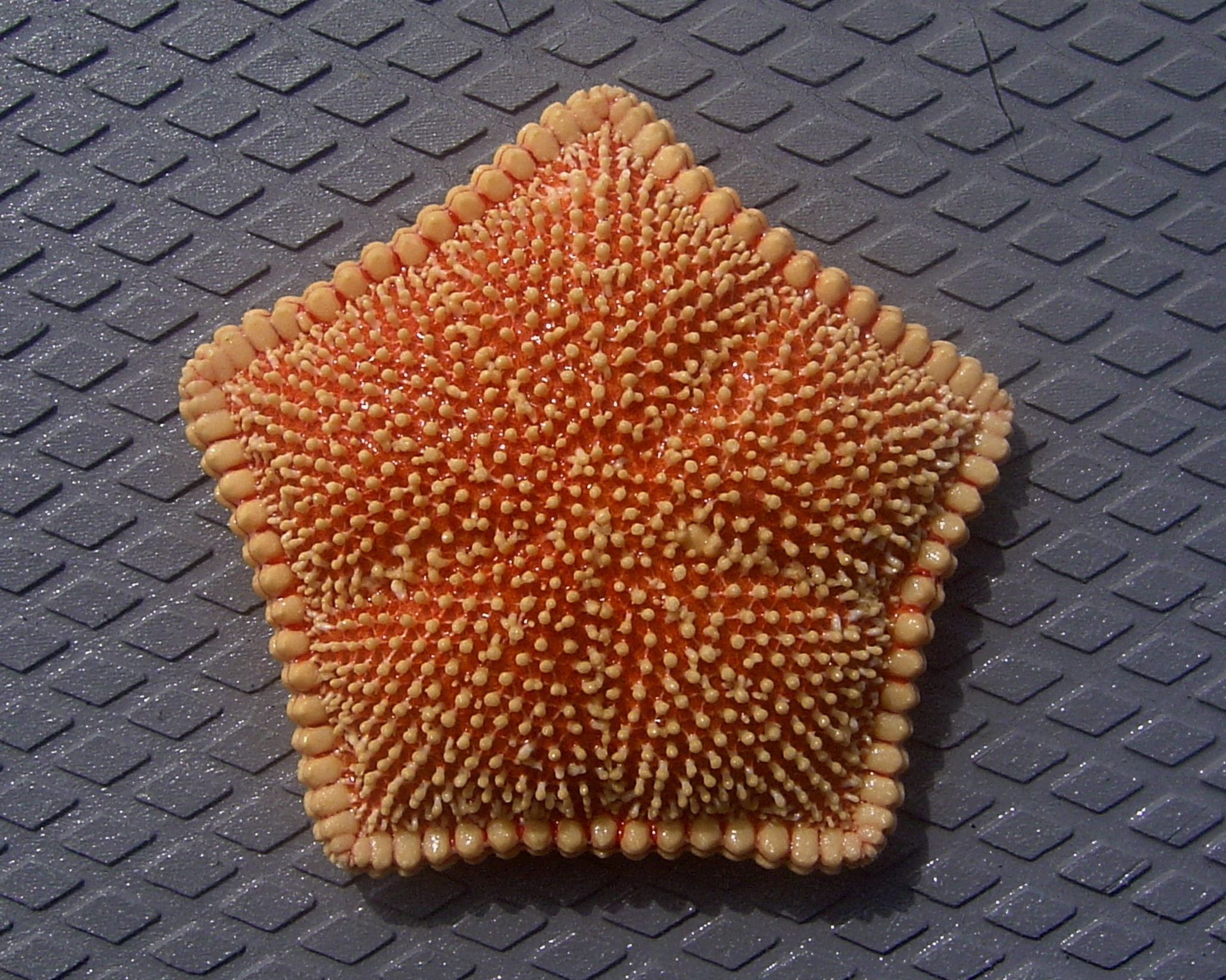
Eurygonias hylacanthus
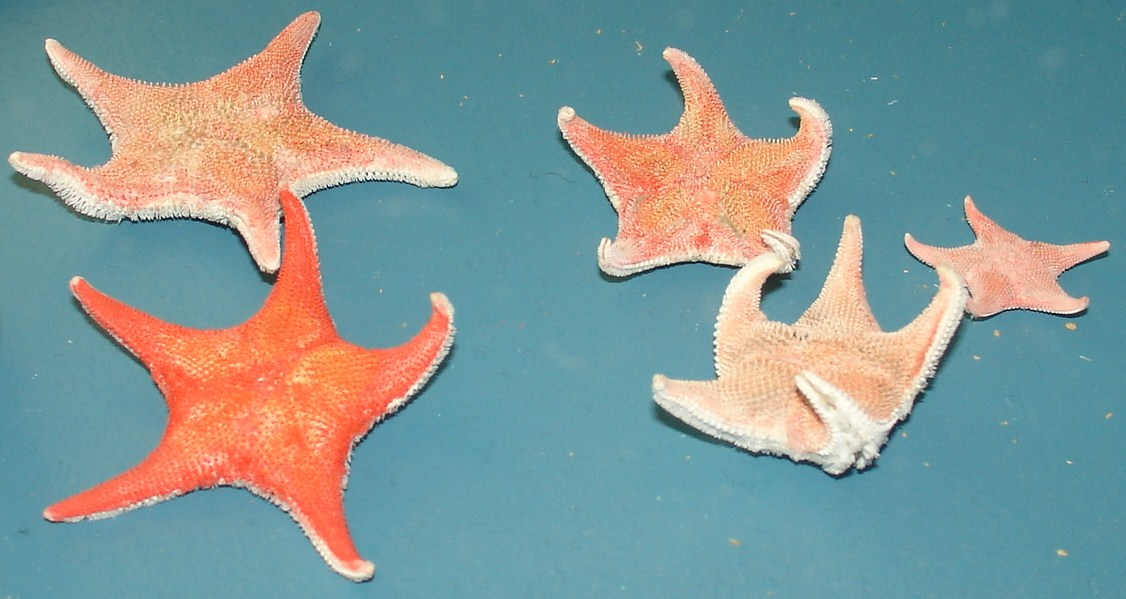
Odontaster validus

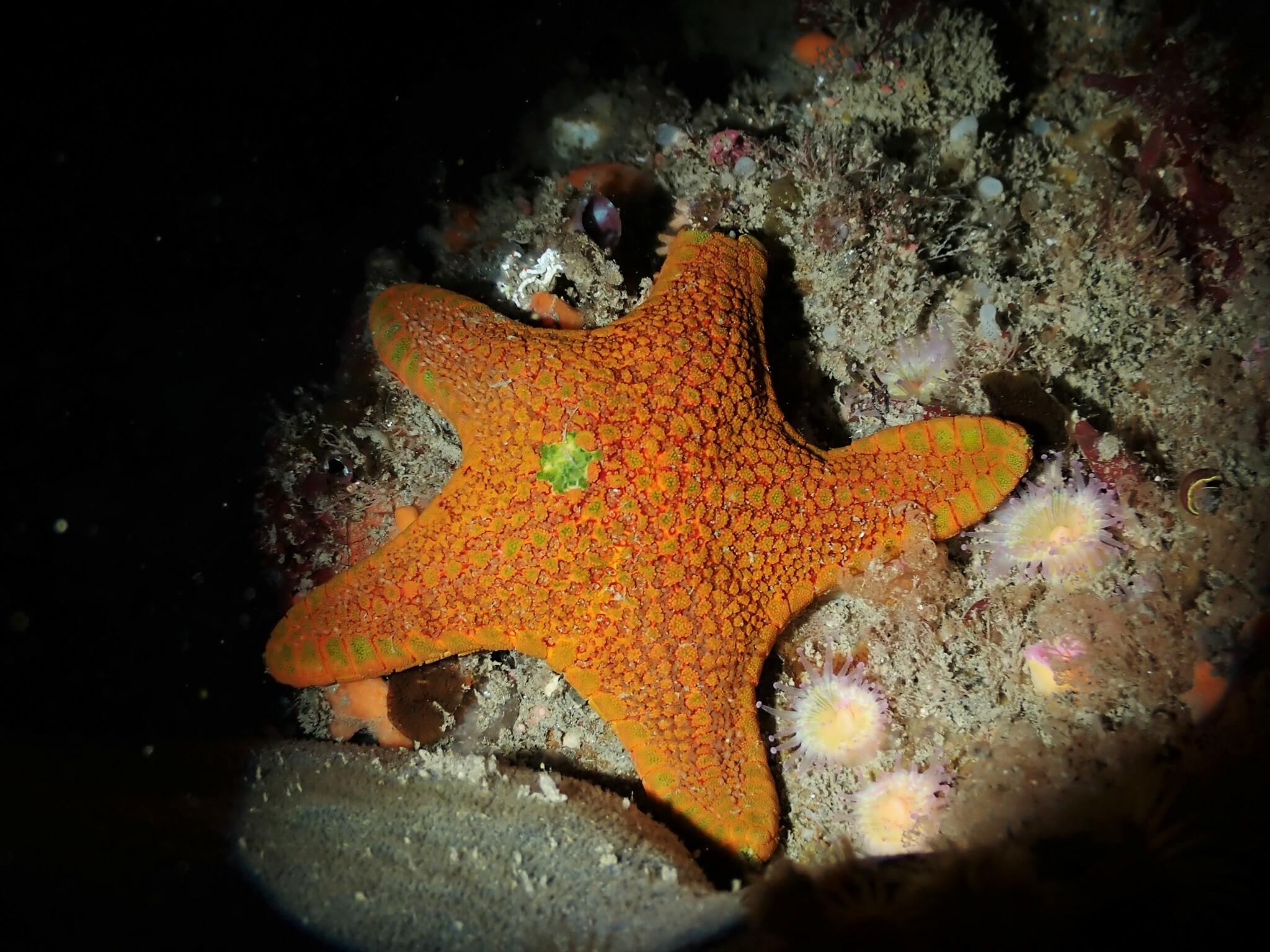
Diplodontias dilatatus
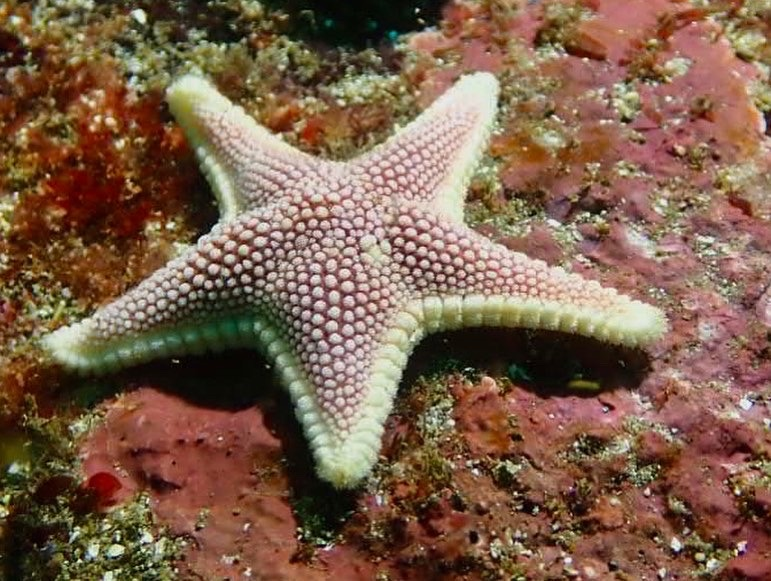
Odontaster penicillatus
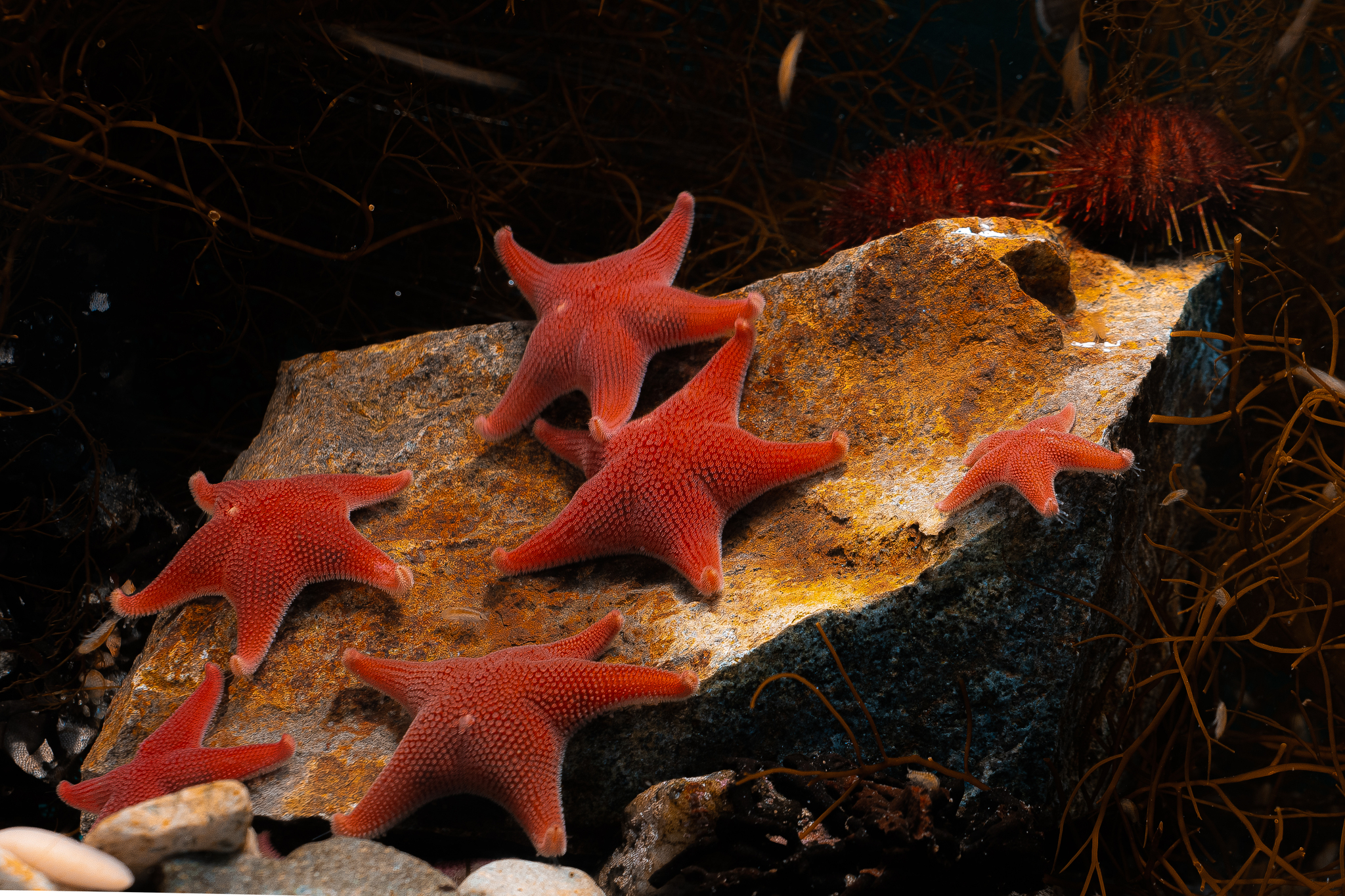
Odontaster validus